# 石井陽菜
石井 陽菜（いしい はるな、1994年3月30日 - ）は、日本の女優。トキエンタテインメント所属（2023年1月 - ）。東京都出身。

## 来歴
- 『こっくりさん 劇場版 新都市伝説』にて映画デビュー（2014年）。アリスインプロジェクト『RIN-RIN-RIN』にて初舞台（2014年2月）。カラスカ『ゴーストシスターズ!』にて初主演（2015年7月）。
- D-RactoR『COLOR BOX vol.6』（2017年9月22日、池袋・シアターYES）にて初ライブ。
- 東洋大学経営学部マーケティング学科卒業。
- ミナクル・カンパニーに所属していた（2013年 - 2018年）[2]。2022年4月、De-PROに所属[3]。2023年1月、De-PROとトキエンタテインメントが事業統合したことにより、グループ内移籍した[4]。

## 人物・エピソード
- 趣味：ダンス、美容、料理、節約。
- 料理教室に通っており、パンづくりやその他の洋食が得意。
- 通常の女優活動アカウント以外のグルメアカウントでもinstagramを活用中。
- 特技：歌うこと・歌モノマネ。
- 椎名林檎に憧れて高校時代バンドを組んでいた。
- 3歳からダンス、ピアノを習っており10年間習い続けた。
- 愛称：はる・はるちゃん・はるぽん
- 目標の人物：宮沢りえ、大竹しのぶ

## 出演

### 舞台
2014年
- アリスインプロジェクト「RIN-RIN-RIN〜ヒーローはいつも君のそばにいる〜」月組（2月26日 - 3月2日、池袋・シアターKASSAI） - 北美波 役
- アリスインプロジェクト「コピーライト」星組（5月28日 - 6月1日、池袋・シアターKASSAI） - シャルト 役
- アリスインプロジェクト「エデンの空に降りゆく星唄」チーム・ノア（8月13日 - 17日、新馬場・六行会ホール） - 植草亜希子 役
- アリスインプロジェクト「戦国降臨ガール・ReBirth」（10月29日 - 11月3日、新馬場・六行会ホール） - 曹操孟徳 役
- シザーブリッツ「男・オブ・スティール」チームA（12月9日 - 14日、上野ストアハウス） - 神埼杏奈 役

2015年
- シザーブリッツ「レンアイドッグス」チームB（1月24日 - 2月1日、新宿・サンモールスタジオ） - 花椿エリカ 役
- シザーブリッツ「グッドファーザー」チームA（3月31日 - 4月5日、笹塚ファクトリー） - 黒龍竜子 役
- シザーブリッツ×イヌッコロ×ACTOLIトリプルコラボ公演「恋するアンチヒーロー」チームA（5月8日 - 17日、新宿・サンモールスタジオ） - ガルピンク 役
- 真田十勇士序章〜戦国アサシン〜（6月9日 - 12日、座・高円寺） - 藤林あやめ 役
- RO-DOKU音戯草子2015（6月28日、日本放送イマジンスタジオ）
- カラスカ「ゴーストシスターズ!」（7月30日 - 8月2日、上野ストアハウス） - 主演 平坂麻里亜 役
- potluck8 supported by ASTRO HALL（9月1日、原宿アストロホール）
- nanaproduce×株式会社アクト「うんちゃん」（9月3日 - 6日、新宿・シアターサンモール） - 白石凛 役
- 新釈・ロクモンセン -真田十勇士伝説-（10月28日 - 11月3日、新宿・スペース・ゼロ） - ヒロイン さくら 役
- シザーブリッツ「帰ってきたアンチョビー」チームB（12月8日 − 13日、上野ストアハウス） - 主演 日本一子 役

2016年
- 劇団6番シード「メイツ!」（1月27日 - 31日、新馬場・六行会ホール） - キララ 役
- ストレイドッグ「へなちょこヴィーナス」（3月5日 - 6日、中目黒キンケロ・シアター） - 主演 相原みどり 役
- ストレイドッグ「母の桜が散った夜」（4月20日 - 24日、東池袋・あうるすぽっと） - 朱麗華 役
- シザーブリッツ「ポセイドンの孫とYシャツと私」（4月26日・27日・30日、上野ストアハウス） - ゲスト アリサ 役
- ブシプロ「BURAI〜女王陛下は武士がお好き〜」（6月9日 - 12日、東京芸術劇場 シアターウエスト / 11月22日 - 23日、ABCホール） - パメラ 役
- 演劇集団イヌッコロ×ACTOLI×シザーブリッツ「オタッカーズ・ハイ」（6月14日・15日、下北沢・小劇場B1） - 日替わりゲスト 福嶋 役
- UDA☆MAP「ヅカヅカ☆ルネッサンス」7月6日 - 11日、池袋・シアターKASSAI） - キャノーラ・ベルメタック・レ・ヘソダシカ 役
- potluck11 supported by ASTRO HALL（7月22日、原宿アストロホール）
- ストレイドッグ「問題のない私たち」（8月16日 - 21日、池袋・シアターグリーンBIG TREE THEATER） - 主演 笹岡澪 役
- シザーブリッツ「エドガワ・アイスコーヒー」（8月26日 - 28日、池袋・シアターKASSAI）
  - 「涙の女王」 - ペ・ジウ 役
  - 「真夏の太陽」 - 浜村エリ 役

- 劇団ホチキス「＋DOCTOR〜ヤブ医者大爆発〜」（9月17日 - 18日、スイトピアセンター / 9月22日、長久手市文化の家 / 10月26日 - 30日、新宿村LIVE） - らむ 役
- シザーブリッツ「虚ろの姫と害獣の森」（11月16日 - 20日、新宿村LIVE） - イカリ 役

2017年
- 片肌☆倶利伽羅紋紋一座「父娘旅情」（1月3日 - 9日、池袋・シアターグリーンBOX in BOX THEATER） - 若おつう 役
- 劇団ホチキス「ホチキスミュージアム」（1月21日・22日、劇場MOMO） - 日替わりゲスト
- アサルトリリィ×私立ルドビコ女学院「シュベスターの誓い」（3月1日 - 5日、ザ・ポケット） - トリプル主演 福山・ジャンヌ・幸恵 役
- シザーブリッツ「乱歩奇譚 Game of Laplace」（4月12日 - 16日、新宿・シアターサンモール） - ハナビシ 役
- 片肌☆倶利伽羅紋紋一座「火消哀歌」(5月3日 - 8日、シアターグリーンBOXinBOX) - ヒロイン 逢初 役
- ホチキス「あちゃらか」（6月3日 - 18日、吉祥寺シアター） - 楽羅 役
- 演劇集団イヌッコロ×ACTOLI×シザーブリッツ「ハッピーハードラック」（7月1日、恵比寿・エコー劇場） - 日替わりゲスト 高田 役
- 劇団カラスカ「リーゼント総理」（7月20日 - 23日、上野ストアハウス） - ヒロイン 岡山桃子 役
- UDA☆MAP「新宿☆アタッカーズ season2-熱海殺人事件-」（8月9日 - 14日、池袋・シアターKASSAI） - トリプル主演 琵輪 役
- エアースタジオ「オサエロ」(8月31日 - 9月4日、池袋・あうるすぽっと)  - ヒロイン  沢口夏子 役
- うんちゃん2 -女性ドライバー編-（10月3日 - 8日、草月ホール） - 今井凛 役
- T-ZONE「リングのリア王!?」（10月31日 - 11月5日、築地本願寺ブディストホール） - コーディリア真理 役
- 劇団まけん組「ダーリンの進化論」（12月6日 - 10日、恵比寿・エコー劇場） -  ヒロイン 天宮寺静香 役

2018年
- 人狼TLPT S「未来への十字架」（2月7日 - 12日、新宿村LIVE） - 福山・ジャンヌ・幸恵 役
- 劇メシ「なんでもないトマトなのに」（3月20日 - 26日、下北沢・Geki地下Liberty） - 小金井千秋 役
- Am-bitioN「ダレンジャーズ」（4月25日 - 30日、築地本願寺ブディストホール） - プリキラ 役
- Am-bitioN「男捨離」（6月19日 - 24日、恵比寿・エコー劇場） - ヒロイン 高尾太夫 役
- UDA☆MAP「沼田☆フォーエバー」（7月25日 - 8月1日、池袋・シアターKASSAI） - 主演 シャレッツァイマー様 役
- シザーブリッツ「ポセイドンの孫とYシャツと私」（8月23日 - 9月2日、上野ストアハウス） - 西川翔子 役
- イヌッコロ「オタッカーズ・ハイ」（10月16日 - 21日、新宿・サンモールスタジオ） - 伊藤杏奈 役
- Am-bitioN「絵画回廊」（11月14日 - 18日、新宿シアターモリエール） - フランソワ・M・ルネ 役
- 劇団たいしゅう小説家「湯もみガールズV〜湯乃町Love Story〜」（12月19日 - 23日、大塚・萬劇場）

2019年
- 片肌☆倶利伽羅紋紋一座「夫婦明暮」（1月4日 - 14日、池袋・シアターグリーンBASE THEATER） - ヒロイン お宮 役
- IKKAN Creating Works「Beautiful Runner」（1月17日、新宿・サンモールスタジオ） - 日替わりゲスト
- monkey works「キンギンヒシャカク〜乙女の一手〜」（2月14日 - 17日、草月ホール） - 東堂雪之丞 役
- カラスカ「美女と多重」（3月28日 - 31日、築地ブディストホール） - 岩井遥 役
- 劇団時間制作「吸って吐く」（4月24日 - 5月5日、大塚・萬劇場） - 相田奈々 役
- はちみつシアター「有耶無耶ダイブ!!〜パラドーション00〜」（5月29日 - 31日、吉祥寺スターパインズカフェ） - 成花 役
- 121481produces「ブアメード」（7月4日 - 7日、築地本願寺ブディストホール） - 渡辺真理 役
- フリスティエンターテインメント「幻想のリチェルカーレ」（7月25日 - 28日、新三河島・キーノートシアター） - 主演 セイラ 役
- UDA☆MAP「紙風☆スクレイパー」（8月21日 - 28日、池袋・シアターKASSAI） - 神刃 役
- 晩餐ヒロックス「昔々ルーツ」（9月19日 - 23日、ザ・ポケット） - ヒロイン 乙姫 役
- BEboxプロデュース朗読劇「DREAM LESSON」（10月11日 - 14日、池袋・シアターグリーンBASE THEATER）
- T-gene「session vol.7」（10月20日、秋葉原・FLAG）
- D-RactoR「笑っていいかも!?FINAL〜最後なので全て出し尽くします〜」（11月3日、大塚ドリームシアター） 日替わりゲスト
- 劇団まけん組「涙」（11月30日 - 12月1日、押上・WALLOP放送局）
- UZR「クリスマスができるまで」（12月20日、コフレリオ新宿シアター） 日替わりゲスト
- ベニバラ兎団「追憶SUNSETLOOP」（12月26日、中目黒キンケロ・シアター） 日替わりゲスト

2020年
- 舞台「アサルトリリィ League of Gardens」（1月9日 - 15日、新宿FACE） - 船田純 役
- カラスカ「まんま、見ぃや!」（2月13日 - 17日、新宿シアターモリエール） - 星宮すみれ 役
- 劇団まけん組「最高の約束」（2月29日 - 3月1日、押上・WALLOP放送局）
- 三栄町LIVE×E-Stage Topia×ミネルヴァエージェンシー「MECHABETHメカベス」（7月4日 - 9日、渋谷区文化総合センター大和田 伝承ホール）
- フリスティエンターテイメント『#つーぴーす』「はるなとゆかり」（7月25日・26日、ステージカフェ下北沢亭）
- 舞台「アサルトリリィ The Fateful Gift」（9月3日 - 13日、東京建物 Brillia HALL） - 船田純 役
- UDA☆MAP「新宿☆アタッカーズSeason3〜孤島の洋館連続殺人事件〜」（9月30日 - 10月4日、池袋・シアターグリーンBIG TREE THEATER） - トリプル主演 琵輪 役
- ピウス企画「オールドメイド」（11月26日 - 12月6日、ザ・ポケット） - 桂川一紗 役

2021年
- ピウス企画「虚言癖倶楽部」（1月6日 - 17日、池袋・シアターKASSAI） - ヒロイン 倉島典子 役
- フリスティエンターテインメント『#すりーぴーす』
  - 「名探偵の難」（3月12日 - 14日、ステージカフェ下北沢亭）
  - 「お嬢の器用な冒険」（3月19日 - 21日、北池袋・新生館シアター）

- 劇団まけん組「ガラクタバザール」（3月26日 - 28日、ベノア銀座）
- タンバリンステージ「OLD Maid-JOKER」（4月21日 - 25日、新宿村LIVE）
- アサルトリリィ×私立ルドビコ女学院 vol.6「シュベスターの祈り」（5月28日 - 6月6日、池袋・シアターグリーン BIG TREE THEATER） - 立花・テレジア・渚 役
- カラスカ「ナースの推しごと」（7月14日 - 18日、上野ストアハウス） - W主演 片瀬いずみ 役
- 舞台「アサルトリリィ 御台場女学校編The Singular Ability」（8月20日 - 29日、新宿・紀伊國屋ホール） - 船田純 役
- アサルトリリィ×私立ルドビコ女学院「シュベスターの秘密」（10月15日 - 24日、ザ・ポケット） - 立花・テレジア・渚 役
- シザーブリッツ「キューピット・パラサイト The Stage」（11月10日 - 14日、全電通労働会館 多目的ホール） - クラリス・ティア 役
- melt//Planet「デバッグログ」（11月29日、中野ザ・ポケット） 日替わりゲスト

2022年
- ブシロード「アサルトリリィ Lost Memories」（1月20日 - 30日、東池袋・サンシャイン劇場） - 船田純 役
- 舞台「アサルトリリィ 御台場女学校 -The Empathy Phenomenon-」（2月17日 - 20日、新宿・紀伊國屋サザンシアターTAKASHIMAYA） - 船田純 役
- T-gene Stage「愛をなくした男」（5月21日、すみだパークシアター倉） - 日替わりゲスト
- カラスカ「お嬢の微妙な冒険」（6月1日 - 5日、恵比寿・シアター・アルファ東京） - 主演 花華院みやび 役
- アサルトリリィ×私立ルドビコ女学院「白きレジスタンス〜約束の行方〜」（6月30日 - 7月6日、新宿・スペース・ゼロ） - 立花・テレジア・渚 役
- 舞台「ゲゲゲの鬼太郎」（7月29日 - 8月15日、明治座 / 8月19日 - 28日、梅田芸術劇場） - カスミ 役
- アサルトリリィ×私立ルドビコ女学院「LIVE SHOW」（9月8日 - 18日、銀座博品館劇場） - 立花・テレジア・渚 役
- Askプロデュース「草のバッキャロー!!」（10月5日 - 11日、池袋・シアターグリーン BIG TREE THEATER） - 上田晴空 役
- ピウス×De-LIGHT「ミライの扉」（11月18日 - 27日、ザ・ポケット） - 主演 宮本ひかり 役
- 舞台「Collar×Malice -白石景之編-」（12月22日 - 28日、新宿・スペース・ゼロ） - 向井絵里子 役

2023年
- 舞台「アサルトリリィ 御台場女学校編 -The Battle to Overcome-」（2月3日 - 11日、新宿・スペース・ゼロ） - 主演 船田純 役
- De-LIGHT「ノータイトル」（3月4日・5日、GOBLIN 横浜元町CAFE店)
- バンダイナムコ「LIAR GAME murder mystery」（3月9日、飛行船シアター） - 日替わり出演
- Askプロデュース「陽のバッキャロー!!」（4月12日 - 18日、池袋・シアターグリーン BIG TREE THEATER） - 上田晴空 役
- 舞台「宇宙よりも遠い場所」（5月17日 - 21日、渋谷区文化総合センター大和田 伝承ホール） - 小淵沢報瀬 役
- ボクラ団社「ボクノロワイヤル～髪の毛同士の戦闘絵巻～」（6月7日 - 12日、CBGKシブゲキ!!） - ウィメンズホルモン 役
- De-STYLE「1993-The Bang Bang Club-」（7月21日 - 30日、六本木・俳優座劇場） - ナンシー・ビュルスキー/ジュリア・ロイド 2役
- アサルトリリィ×私立ルドビコ女学院「白きレジスタンス～真実の刃～」（8月19日 - 23日、大手町三井ホール） - 立花・テレジア・渚 役
- アサルトリリィ「リリィコレクション2023 御台場女学校 with 私立ルドビコ女学院」（8月26日 - 27日、大手町三井ホール） - 主演 船田純 役
- De-LIGHT「ネプテューヌ」（9月28日 - 10月1日、CBGKシブゲキ!!） - ノワール 役
- 舞台「かげきしょうじょ!!」（10月18日 - 22日、こくみん共済 coop ホール / スペース・ゼロ） - 中山リサ 役
- 音楽朗読劇 THE LITTLE MATCH GIRL 〜アンデルセン童話「マッチ売りの少女」より〜（11月25日・26日・12月1日、博品館劇場）
- ピウス『アサルトリリィ・新章』大島近海ネスト調査隊編「金瘡小草の咲く時」（12月19日 - 25日、北千住・シアター1010） - 船田純 役

2024年
- De-LIGHT「スパイ教室」（1月20日 - 28日、博品館劇場） - ティア 役
- トキエンタテインメント「それぞれの為」（2月21日 - 27日、シアターKASSAI） - 主演 あゆぺそ 役
- ピウス『アサルトリリィ・新章』大島近海ネスト調査隊編「玲瓏たる深潭」（5月17日 - 22日、かめありリリオホール） - 船田純 役
- ILLUMINUS「麗和落語〜二〇二四 夏の陣〜」（6月15日 - 16日、三鷹・武蔵野芸能劇場 小劇場）
- ピウス「アサルトリリィ・御台場女学校-The Snowdrop-」（8月1日 - 11日、紀伊國屋サザンシアター TAKASHIMAYA） - 船田純 役
- 咲女花劇「摘む夢、きららと舞い込んで、」（8月28日 - 9月1日、新馬場・六行会ホール） - 賛田ゆめ 役
- HIKE「鴨乃橋ロンの禁断推理」（11月1日 - 4日、日本青年館ホール / 11月9日・10日、サンケイホールブリーゼ） - 雨宮 役
- シザーブリッツ「終遠のヴィルシュ -ErroR:salvation- Case. Scien Brofiise」（12月19日 - 29日、シアターサンモール） - サロメ 役

2025年
- De-LIGHT「噺家噺」（4月2日 - 6日、CBGKシブゲキ!!） - ヒロイン 高尾太夫 役
- 片肌☆倶利伽羅紋紋一座「六道追分」（4月30日 - 5月11日、シアターグリーンBASE THEATER） - ヒロイン お菊 役
- キ上の空論「人骨のやらかい」（6月12日 - 17日、新宿・紀伊國屋サザンシアター TAKASHIMAYA）

### 映画
- チャンス・イン「こっくりさん 劇場版 新都市伝説」（2014年、監督：仁同正明）
- チャンス・イン「死の実況中継」（2014年、監督：仁同正明）
- ピープス「悪い女はよく稼ぐ」（2019年、監督：原隆仁） - 森本可憐 役[68]
- 「潜入捜査官～鳥籠の女豹～」（2019年、監督：仁同正明）

### テレビドラマ
- 100の資格を持つ女〜ふたりのバツイチ殺人捜査〜10（2015年10月10日、テレビ朝日） - 上野里佳 役

### ゲーム
- アサルトリリィ Last Bullet（2022年、船田純[69]）

### MV
- White Waves「ソーダ水[70]」（2020年8月）

### WEB
- 日本ツインテール協会[71]
- 石井陽菜のハルトーーク！（2024年11月 wallop）[72]